# Repentigny
Repentigny é uma cidade do Canadá, província de Quebec, e parte da região metropolitana de Montreal. A cidade possui uma área de 24,48 quilômetros quadrados, uma população de 76 424 habitantes, 20 499 residências, e uma densidade populacional de 2 228 habitantes por quilômetro quadrado. (do censo nacional de 2006). A cidade está localizada a cerca de 25 quilômetros norte do centro financeiro de Montreal.
Repentigny foi fundada em 1670. Sete anos depois, a população do assentamento era de apenas 30 habitantes. Durante aproximadamente 250 anos, Repentigny não passou de uma pequena comunidade agrária de algumas poucas centenas de habitantes, mas tem crescido rapidamente desde então, graças à sua proximidade com Montreal.